# Robert Daniel Carmichael
Robert Daniel Carmichael (Goodwater, 1º marzo 1879 – Merriam, 2 maggio 1967) è stato un matematico statunitense.

## Biografia
Carmichael nacque a Goodwater, in Alabama. Frequentò il Lineville College e conseguì la laurea nel 1898. Completò il dottorato di ricerca in matematica all'Università di Princeton nel 1911, sotto la guida del matematico americano G. David Birkhoff. 
Successivamente insegnò alla Indiana University dal 1911 al 1915 e passò all'Università dell'Illinois, dove rimase dal 1915 fino al suo pensionamento nel 1947.
Carmichael è noto per le sue ricerche su quelli che ora vengono chiamati numeri di Carmichael (un sottoinsieme di pseudoprimi di Fermat, cioè di numeri che soddisfano le proprietà dei primi descritti dal Piccolo Teorema di Fermat sebbene non siano primi), la congettura della funzione totiente di Carmichael, il teorema di Carmichael e la funzione di Carmichael. Il numero di Carmichael più piccolo scoperto è 561, e oltre cinquant'anni dopo fu dimostrato che ce ne sono infiniti. Carmichael descrisse anche il sistema Steiner S(5,8,24) nel suo articolo del 1931 Configurazioni tattiche di rango 2 e nel suo libro del 1937 Introduzione alla teoria dei gruppi di ordine finito, ma la struttura prende spesso il nome da Ernst Witt, che la riscoprì nel 1938.
Mentre era alla Indiana University, Carmichael si occupò della teoria della relatività speciale.

## Pubblicazioni matematiche
- La teoria della relatività, 1ª edizione, New York: John Wiley & Sons, Inc., pp. 74, 1913.
- La teoria dei numeri, New York: John Wiley & Sons, Inc., pp. 94, 1914.[1]
- Analisi diofantea, 1ª edizione, New York: John Wiley & Sons, Inc., pp. 118, 1915.[1]
- La teoria della relatività. 2ª edizione , New York: John Wiley & Sons, Inc., pp. 112, 1920.[2]
- Un dibattito sulla teoria della relatività, con un'introduzione di William Lowe Bryan, Chicago: Open Court Pub. CO. , pag. 154, 1927.
- Il calcolo, Robert D. Carmichael e James H. Weaver, Boston/New York: Ginn & Company, pp. 345, 1927.
- La logica della scoperta, Chicago/Londra: Open Court Publishing CO. , pag. 280, 1930;[3][4] Ristampato da Arno Press, New York, 1975
- Tabelle e formule matematiche, Robert D. Carmichael e Edwin R. Smith, Boston: Ginn & company, pp. 269, 1931; Ristampa di Dover Publications, Inc., New York, 1962.
- The calculus, edizione rivista di Robert D. Carmichael, James H. Weaver e Lincoln La Paz, Boston/New York: Ginn & company, pp. 384, 1937.
- Introduzione alla teoria dei gruppi di ordine finito, Boston/New York: Ginn & company, pp. 447, 1937;[5] Ristampa di Dover Publications, Inc., New York, 1956.